# 魯漢戈縣

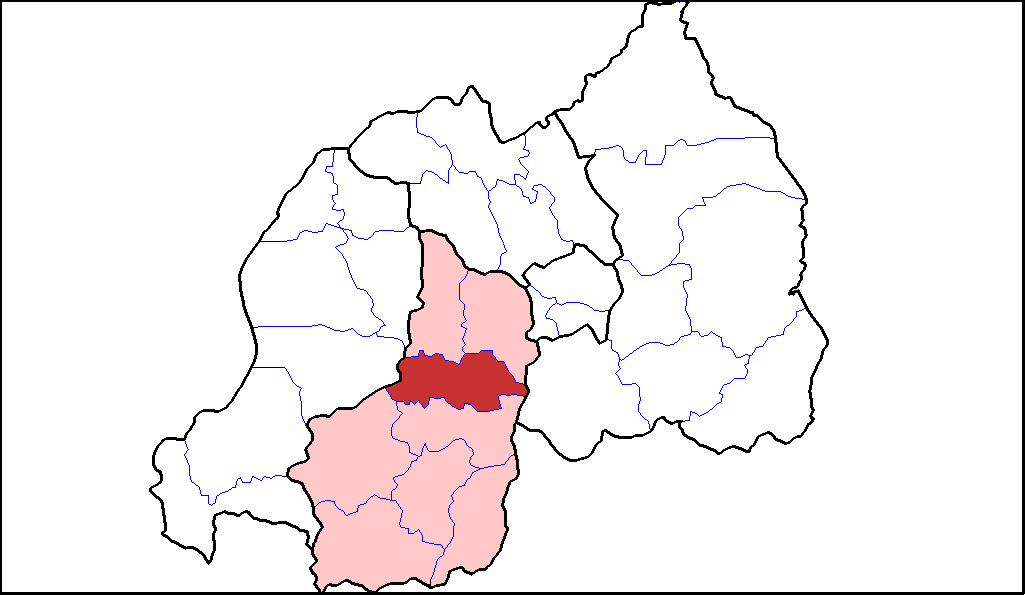

2°12′S 29°46′E / 2.200°S 29.767°E
魯漢戈縣，是盧旺達的縣份，位於該國南部，由南部省負責管轄，首府設於魯漢戈，面積627平方公里，2012年人口319,885，人口密度每平方公里510人。